# Sassuolo Volley 2008-2009
Questa voce raccoglie le informazioni riguardanti il Sassuolo Volley nelle competizioni ufficiali della stagione 2008-2009.

## Stagione
La stagione 2008-09 è per il Sassuolo Volley, sponsorizzato dalla Unicom Starker e Kerakoll, la seconda consecutiva in Serie A1; come allenatore viene confermato Tommy Ferrari, così come alcune giocatrici della rosa della passata stagione, tipo Helena Havelková, Carmen Țurlea, Iuliana Nucu e Lucia Bosetti; tra gli arrivi spiccano quelli di Giulia Rondon, Manuela Leggeri, Cristina Vecchi ed Elisa Cella, mentre tra le partenze quelle di Margareta Kozuch, Giulia Pincerato, Alessia Gennari, Francesca Devetag, Ivana Plchotová e Sandra Vitez.
Il campionato si apre con una vittoria per 3-1 sul Chieri Volley, a cui fa seguito la prima sconfitta ad opera della Pallavolo Sirio Perugia: per tutto il resto del girone di andata si susseguono un'alternanza di risultati positivi e negativi che portano il club di Sassuolo al sesto posto in classifica, utile per essere ripescato in Coppa Italia. Il girone di ritorno invece, iniziato anch'esso con una successione di sconfitte e di vittorie, nella parte centrale è caratterizzato da cinque sconfitte consecutive, a cui però fanno seguito tre successi di fila, prima di chiudere la regular season con uno stop in casa della Pallavolo Villanterio. Il settimo posto in classifica qualifica la squadra ai quarti di finale dei play-off scudetto dove la sfida è contro l'Asystel Volley: le piemontesi però vincono le due gare utili per il passaggio del turno, eliminando il Sassuolo Volley.
Tutte le squadre partecipanti alla Serie A1 2008-09 sono qualificate di diritto alla Coppa Italia: nella prima fase il Sassuolo Volley è eliminato a seguito della sconfitta sia nella gara di andata che in quella di ritorno dal Cesena]; ripescato grazie alla favorevole posizione in classifica al termine del girone di andata della regular season di campionato, il club partecipa ai quarti di finale, dove però viene definitivamente eliminato dall'Asystel Volley.

## Organigramma societario
Area direttiva
- Presidente: Claudio Giovanardi

Area tecnica
- Allenatore: Tommy Ferrari
- Allenatore in seconda: Nicola Negro
- Scout man: Carmelo Borruto
- Assistente allenatore: Marco Paglialunga

Area sanitaria
- Medico: Roberto Barbieri
- Preparatore atletico: Maurizio Gardenghi
- Fisioterapista: Paolo Zucchi
- Osteopata: Giorgia Zini
- Ortopedico: Raffaele Zoboli

## Rosa
| N° | Nome             | Ruolo | Data di nascita   | Nazionalità sportiva |
| -- | ---------------- | ----- | ----------------- | -------------------- |
| 1  | Giulia Montanari | L     | 18 marzo 1990     | Italia               |
| 2  | Iuliana Nucu     | C     | 4 ottobre 1980    | Romania              |
| 3  | Cristina Vecchi  | L     | 29 marzo 1983     | Italia               |
| 4  | Manuela Leggeri  | C     | 9 maggio 1976     | Italia               |
| 5  | Martina Balboni  | P     | 29 gennaio 1991   | Italia               |
| 6  | Carmen Țurlea    | S/O   | 18 settembre 1975 | Romania              |
| 7  | Chiara Tenza     | S     | 4 settembre 1991  | Italia               |
| 8  | Valeria Diomede  | C     | 8 maggio 1980     | Italia               |
| 9  | Lucia Bosetti    | S     | 9 luglio 1989     | Italia               |
| 10 | Elena Guidi      | P     | 24 marzo 1989     | Italia               |
| 11 | Chiara Aluigi    | S     | 4 febbraio 1993   | Italia               |
| 14 | Elisa Cella      | S     | 4 giugno 1982     | Italia               |
| 16 | Helena Havelková | S     | 25 luglio 1988    | Rep. Ceca            |
| 17 | Giulia Rondon    | P     | 16 ottobre 1987   | Italia               |

## Mercato
| Acquisti | Acquisti        | Acquisti      | Acquisti   |
| R.       | Nome            | da            | Modalità   |
| -------- | --------------- | ------------- | ---------- |
| S        | Chiara Aluigi   | -             | giovanili  |
| S        | Elisa Cella     | River         | definitivo |
| C        | Valeria Diomede | Donoratico    | definitivo |
| P        | Elena Guidi     | Reggio Emilia | definitivo |
| C        | Manuela Leggeri | Vicenza       | definitivo |
| P        | Giulia Rondon   | Esperia       | definitivo |
| L        | Cristina Vecchi | Forlì         | definitivo |

| Cessioni | Cessioni          | Cessioni      | Cessioni   |
| R.       | Nome              | a             | Modalità   |
| -------- | ----------------- | ------------- | ---------- |
| L        | Valentina Cozzi   | Roma          | definitivo |
| C        | Francesca Devetag | Vicenza       | definitivo |
| S        | Laura Dussini     | ?             | definitivo |
| S        | Alessia Gennari   | Cadelbosco    | definitivo |
| S/O      | Margareta Kozuch  | Asystel       | definitivo |
| P        | Elisa Lancellotti | Aprilia       | definitivo |
| P        | Giulia Pincerato  | Sirio Perugia | definitivo |
| C        | Ivana Plchotová   | Muszyna       | definitivo |
| L        | Giulia Rastelli   | Forlì         | definitivo |
| S        | Sandra Vitez      | -             | ritirata   |

## Risultati

### Serie A1

#### Girone di andata
| 1ª giornata - 12 ottobre 2008 PalaPaganelli, Sassuolo             | Sassuolo           | 3 - 1 | Chieri            | 30-32, 25-23, 25-16, 27-25 |
| 2ª giornata - 19 ottobre 2008 PalaEvangelisti, Perugia            | Sirio Perugia      | 1 - 3 | Sassuolo          | 23-25, 25-19, 18-25, 15-25 |
| 3ª giornata - 26 ottobre 2008 PalaPaganelli, Sassuolo             | Sassuolo           | 1 - 3 | Castellana Grotte | 16-25, 17-25, 25-23, 14-25 |
| 4ª giornata - 2 novembre 2008 PalaPaganelli, Sassuolo             | Sassuolo           | 3 - 1 | Spes Conegliano   | 25-20, 25-19, 23-25, 25-22 |
| 5ª giornata - 9 novembre 2008 PalaDionigi, Sant'Angelo in Lizzola | Robursport Pesaro  | 3 - 0 | Sassuolo          | 25-14, 25-16, 25-13        |
| 6ª giornata - 15 novembre 2008 Sporting Palace, Novara            | Asystel            | 3 - 1 | Sassuolo          | 25-19, 25-17, 24-26, 25-20 |
| 7ª giornata - 23 novembre 2008 PalaPaganelli, Sassuolo            | Sassuolo           | 3 - 0 | Cesena            | 25-20, 25-21, 25-17        |
| 8ª giornata - 30 novembre 2008 PalaNorda, Bergamo                 | Bergamo            | 3 - 0 | Sassuolo          | 25-22, 25-14, 25-22        |
| 9ª giornata - 4 dicembre 2008 PalaPaganelli, Sassuolo             | Sassuolo           | 1 - 3 | Busto Arsizio     | 24-26, 25-20, 26-28, 23-25 |
| 10ª giornata - 13 dicembre 2008 PalaCooper, Santeramo in Colle    | Santeramo          | 0 - 3 | Sassuolo          | 22-25, 20-25, 19-25        |
| 11ª giornata - 21 dicembre 2008 PalaPaganelli, Sassuolo           | Sassuolo           | 3 - 0 | Vicenza           | 25-22, 25-20, 25-19        |
| 12ª giornata - 26 dicembre 2008 PalaTriccoli, Jesi                | Giannino Pieralisi | 3 - 0 | Sassuolo          | 25-20, 25-14, 26-24        |
| 13ª giornata - 6 gennaio 2009 PalaPaganelli, Sassuolo             | Sassuolo           | 3 - 0 | Pavia             | 25-22, 25-23, 25-20        |

#### Girone di ritorno
| 14ª giornata - 11 gennaio 2009 PalaMaddalene, Chieri             | Chieri            | 1 - 3 | Sassuolo           | 27-25, 22-25, 19-25, 23-25        |
| 15ª giornata - 17 gennaio 2009 PalaPaganelli, Sassuolo           | Sassuolo          | 1 - 3 | Sirio Perugia      | 21-25, 25-18, 22-25, 19-25        |
| 16ª giornata - 25 gennaio 2009 PalaGrotte, Castellana Grotte     | Castellana Grotte | 0 - 3 | Sassuolo           | 25-27, 23-25, 23-25               |
| 17ª giornata - 1º febbraio 2009 Zoppas Arena, Conegliano         | Spes Conegliano   | 1 - 3 | Sassuolo           | 25-16, 26-28, 20-25, 22-25        |
| 18ª giornata - 15 febbraio 2009 PalaPaganelli, Sassuolo          | Sassuolo          | 0 - 3 | Robursport Pesaro  | 18-25, 15-25, 20-25               |
| 19ª giornata - 22 febbraio 2009 PalaPaganelli, Sassuolo          | Sassuolo          | 1 - 3 | Asystel            | 17-25, 9-25, 25-22, 19-25         |
| 20ª giornata - 1º marzo 2009 Carisport, Cesena                   | Cesena            | 3 - 1 | Sassuolo           | 27-25, 25-15, 22-25, 25-17        |
| 21ª giornata - 8 marzo 2009 PalaPaganelli, Sassuolo              | Sassuolo          | 1 - 3 | Bergamo            | 14-25, 16-25, 25-22, 25-27        |
| 22ª giornata - 15 marzo 2009 PalaYamamay, Busto Arsizio          | Busto Arsizio     | 3 - 0 | Sassuolo           | 25-14, 25-16, 25-23               |
| 23ª giornata - 22 marzo 2009 PalaPaganelli, Sassuolo             | Sassuolo          | 3 - 1 | Santeramo          | 25-13, 22-25, 25-19, 25-21        |
| 24ª giornata - 29 marzo 2009 Palasport Città di Vicenza, Vicenza | Vicenza           | 0 - 3 | Sassuolo           | 16-25, 24-26, 24-26               |
| 25ª giornata - 5 aprile 2009 PalaPaganelli, Sassuolo             | Sassuolo          | 3 - 1 | Giannino Pieralisi | 25-22, 16-25, 25-23, 25-17        |
| 26ª giornata - 11 aprile 2009 PalaRavizza, Pavia                 | Pavia             | 3 - 2 | Sassuolo           | 22-25, 25-19, 25-18, 18-25, 15-13 |

#### Play-off scudetto
| Quarti di finale (gara 1) - 15 aprile 2009 PalaPaganelli, Sassuolo | Sassuolo | 2 - 3 | Asystel  | 29-27, 25-21, 22-25, 25-27, 12-15 |
| Quarti di finale (gara 2) - 17 aprile 2009 Sporting Palace, Novara | Asystel  | 3 - 0 | Sassuolo | 25-10, 28-26, 26-24               |

### Coppa Italia

#### Fase a eliminazione diretta
| Prima fase (andata) - 22 ottobre 2008 Carisport, Cesena        | Cesena   | 3 - 2 | Sassuolo | 22-25, 25-17, 26-28, 25-18, 22-20 |
| Prima fase (ritorno) - 29 ottobre 2008 PalaPaganelli, Sassuolo | Sassuolo | 1 - 3 | Cesena   | 25-23, 22-25, 21-25, 24-26        |
| Quarti di finale - 6 febbraio 2009 PalaSele, Eboli             | Asystel  | 3 - 1 | Sassuolo | 19-25, 27-25, 25-15, 25-22        |

## Statistiche

### Statistiche di squadra
| Competizione | Punti | In casa | In casa | In casa | In trasferta | In trasferta | In trasferta | Totale | Totale | Totale |
| Competizione | Punti | G       | V       | P       | G            | V            | P            | G      | V      | P      |
| ------------ | ----- | ------- | ------- | ------- | ------------ | ------------ | ------------ | ------ | ------ | ------ |
| Serie A1     | 40    | 14      | 7       | 7       | 14           | 6            | 8            | 28     | 13     | 15     |
| Coppa Italia | -     | 1       | 0       | 1       | 1            | 0            | 1            | 3      | 0      | 3      |
| Totale       | -     | 15      | 7       | 8       | 15           | 6            | 9            | 31     | 13     | 18     |

G = partite giocate; V = partite vinte; P = partite perse

### Statistiche dei giocatori
| Giocatore    | Serie A1 | Serie A1 | Serie A1 | Serie A1 | Serie A1 | Coppa Italia | Coppa Italia | Coppa Italia | Coppa Italia | Coppa Italia | Totale | Totale | Totale | Totale | Totale |
| Giocatore    | P        | PT       | AV       | MV       | BV       | P            | PT           | AV           | MV           | BV           | P      | PT     | AV     | MV     | BV     |
| ------------ | -------- | -------- | -------- | -------- | -------- | ------------ | ------------ | ------------ | ------------ | ------------ | ------ | ------ | ------ | ------ | ------ |
| C. Aluigi    | 1        | 0        | 0        | 0        | 0        | -            | -            | -            | -            | -            | 1      | 0      | 0      | 0      | 0      |
| M. Balboni   | 3        | 3        | 1        | 1        | 1        | 1            | 0            | 0            | 0            | 0            | 4      | 3      | 1      | 1      | 1      |
| L. Bosetti   | 26       | 284      | 227      | 33       | 24       | 2            | 15           | 12           | 3            | 1            | 28     | 299    | 239    | 35     | 25     |
| E. Cella     | 26       | 120      | 96       | 14       | 10       | 3            | 29           | 21           | 4            | 4            | 29     | 149    | 117    | 18     | 14     |
| V. Diomede   | 17       | 61       | 43       | 15       | 3        | 3            | 9            | 5            | 4            | 0            | 20     | 70     | 48     | 19     | 3      |
| E. Guidi     | 3        | 1        | 1        | 0        | 0        | 1            | 0            | 0            | 0            | 0            | 4      | 1      | 1      | 0      | 0      |
| H. Havelková | 28       | 314      | 263      | 32       | 19       | 3            | 39           | 29           | 7            | 3            | 31     | 353    | 292    | 39     | 22     |
| M. Leggeri   | 28       | 228      | 126      | 93       | 9        | 3            | 33           | 18           | 13           | 2            | 31     | 261    | 144    | 106    | 11     |
| G. Montanari | 2        | -        | -        | -        | -        | 0            | 0            | 0            | 0            | 0            | 2      | 0      | 0      | 0      | 0      |
| I. Nucu      | 15       | 117      | 66       | 48       | 3        | 1            | 5            | 1            | 4            | 0            | 16     | 122    | 67     | 52     | 3      |
| G. Rondon    | 26       | 104      | 54       | 36       | 14       | 2            | 13           | 4            | 8            | 1            | 28     | 117    | 58     | 44     | 15     |
| C. Tenza     | 2        | 0        | 0        | 0        | 0        | 2            | 1            | 1            | 0            | 0            | 4      | 1      | 1      | 0      | 0      |
| C. Țurlea    | 28       | 463      | 424      | 29       | 10       | 3            | 73           | 68           | 2            | 3            | 31     | 536    | 492    | 31     | 13     |
| C. Vecchi    | 28       | -        | -        | -        | -        | 3            | -            | -            | -            | -            | 31     | -      | -      | -      | -      |

P = presenze; PT = punti totali; AV = attacchi vincenti; MV = muri vincenti; BV = battute vincenti